# Campeonato Mundial de Judo de 2013
El XXXIII Campeonato Mundial de Judo se celebró en Río de Janeiro (Brasil) entre el 26 y el 31 de agosto de 2013 bajo la organización de la Federación Internacional de Judo (IJF) y la Federación Brasileña de Judo.
Las competiciones se realizaron en el Gimnasio Maracanãzinho de la ciudad brasileña. 

## Medallistas

### Masculino
| Evento          | Oro                           | Plata                               | Bronce                                                      |
| --------------- | ----------------------------- | ----------------------------------- | ----------------------------------------------------------- |
| –60 kg (26.08)  | Naohisa Takato Japón          | Dashdavaaguiin Amartüvshin Mongolia | Kim Won-Jin Corea del Sur Orxan Səfərov Azerbaiyán          |
| –66 kg (27.08)  | Masashi Ebinuma Japón         | Azamat Mukanov · Kazajistán         | Masaaki Fukuoka · Japón · Heorhi Zantaraya · Ucrania        |
| –73 kg (28.08)  | Shohei Ono Japón              | Ugo Legrand Francia                 | Dex Elmont · Países Bajos · Dirk Van Tichelt · Bélgica      |
| –81 kg (29.08)  | Loïc Pietri Francia           | Avtandil Chrikishvili Georgia       | Alain Schmitt · Francia · Ivan Vorobiov · Rusia             |
| –90 kg (30.08)  | Asley González Montero · Cuba | Varlam Liparteliani Georgia         | Kirill Denisov · Rusia · Ilías Iliadis · Grecia             |
| –100 kg (31.08) | Elxan Məmmədov Azerbaiyán     | Henk Grol · Países Bajos            | Dimitri Peters · Alemania · Lukáš Krpálek · República Checa |
| +100 kg (31.08) | Teddy Riner Francia           | Rafael Silva · Brasil               | Faisal Yabalá · Túnez · Andreas Tölzer · Alemania           |

### Femenino
| Evento         | Oro                             | Plata                           | Bronce                                                      |
| -------------- | ------------------------------- | ------------------------------- | ----------------------------------------------------------- |
| –48 kg (26.08) | Mönjbatyn Urantsetseg Mongolia  | Haruna Asami Japón              | Charline Van Snick · Bélgica · Sarah Menezes · Brasil       |
| –52 kg (27.08) | Majlinda Kelmendi Kosovo        | Érika Miranda · Brasil          | Yuki Hashimoto · Japón · Mareen Kräh · Alemania             |
| –57 kg (28.08) | Rafaela Silva · Brasil          | Marti Malloy Estados Unidos     | Vlora Beđeti · Eslovenia · Miryam Roper · Alemania          |
| –63 kg (29.08) | Yarden Gerbi Israel             | Clarisse Agbegnenou Francia     | Gévrise Émane · Francia · Anicka van Emden · Países Bajos   |
| –70 kg (30.08) | Yuri Alvear Orejuela · Colombia | Laura Vargas-Koch · Alemania    | Kim Polling · Países Bajos · Kim Seong-Yeon · Corea del Sur |
| –78 kg (30.08) | Sol Kyong Corea del Norte       | Marhinde Verkerk · Países Bajos | Mayra Aguiar · Brasil · Audrey Tcheuméo · Francia           |
| +78 kg (31.08) | Idalys Ortiz Bocourt · Cuba     | Maria Altheman · Brasil         | Lee Jung-Eun Corea del Sur Megumi Tachimoto Japón           |

## Medallero
| Núm. | País            | Oro | Plata | Bronce | Total |
| ---- | --------------- | --- | ----- | ------ | ----- |
| 1    | Japón           | 3   | 1     | 3      | 7     |
| 2    | Francia         | 2   | 2     | 3      | 7     |
| 3    | Cuba            | 2   | 0     | 0      | 2     |
| 4    | Brasil          | 1   | 3     | 2      | 6     |
| 5    | Mongolia        | 1   | 1     | 0      | 2     |
| 6    | Azerbaiyán      | 1   | 0     | 1      | 2     |
| 7    | Colombia        | 1   | 0     | 0      | 1     |
| 7    | Corea del Norte | 1   | 0     | 0      | 1     |
| 7    | Israel          | 1   | 0     | 0      | 1     |
| 7    | Kosovo          | 1   | 0     | 0      | 1     |
| 11   | Países Bajos    | 0   | 2     | 3      | 5     |
| 12   | Georgia         | 0   | 2     | 0      | 2     |
| 13   | Alemania        | 0   | 1     | 4      | 5     |
| 14   | Estados Unidos  | 0   | 1     | 0      | 1     |
| 14   | Kazajistán      | 0   | 1     | 0      | 1     |
| 16   | Corea del Sur   | 0   | 0     | 3      | 3     |
| 17   | Bélgica         | 0   | 0     | 2      | 2     |
| 17   | Rusia           | 0   | 0     | 2      | 2     |
| 18   | Eslovenia       | 0   | 0     | 1      | 1     |
| 18   | Grecia          | 0   | 0     | 1      | 1     |
| 18   | República Checa | 0   | 0     | 1      | 1     |
| 18   | Túnez           | 0   | 0     | 1      | 1     |
| 18   | Ucrania         | 0   | 0     | 1      | 1     |
|      | TOTAL           | 14  | 14    | 28     | 56    |

1. 1 2  Los judokas de nacionalidad kosovar participaron bajo la bandera de la Federación Internacional de Judo.